# 忍岡古墳
忍岡古墳（しのぶがおかこふん、忍ヶ岡古墳）は、大阪府四條畷市岡山にある古墳。形状は前方後円墳。大阪府指定史跡に指定されている。

## 概要
大阪府北東部、忍ヶ岡丘陵の北西端に築造された古墳である。墳頂には忍陵神社（延喜式内社）が所在し、墳丘は改変を受け石室も盗掘に遭っているほか、1935年（昭和10年）に発掘調査が実施されている。
墳形は前方後円形で、前方部を北方向に向ける。墳丘は2段築成。墳丘外表では主に後円部で円筒埴輪が出土しているが、葺石は認められていない。また墳丘周囲にはくびれ部付近で周溝が認められる。埋葬施設は後円部中央における竪穴式石室（竪穴式石槨）で、内部に割竹形木棺を据えたとみられる。盗掘のため副葬品の一部は失われているが、発掘調査では装身具類・武器類・農工具類といった多様な副葬品が出土している。副葬品のうちでは特に、当時としては有力古墳にのみ認められる小札革綴冑が注目される。
築造時期は、古墳時代前期中頃の3世紀末-4世紀初頭頃と推定される。丘陵先端部に築造されかつては眼下に河内湖を望んだ点、中国系製品である小札革綴冑の出土の点から、当地の有力首長が河内湖を介した流通を掌握してヤマト王権と強い結びつきを持ったと想定され、当時の政治的情勢を考察するうえで重要視される古墳である。なお、本古墳の周辺では西約1キロメートルの讃良郡条里遺跡など数箇所で古墳時代前期の集落遺跡が認められており、それらは本古墳の被葬者を支えた集落であったと推測される。また寝屋川市の小路遺跡では前方後方形周溝墓が見つかっており、忍岡古墳の先代または先々代首長墓と推測される。
古墳域は1972年（昭和47年）に大阪府指定史跡に指定されている。

## 遺跡歴
- 慶長20年（1615年）、大坂夏の陣の際に徳川秀忠の迎え入れのため忍ヶ岡丘陵の木々を切り払い櫓造営（『河内国讃良郡河岡庄岡山邑御本陣之次第』）[2]。
- 1934年（昭和9年）、室戸台風で忍陵神社の社殿倒壊、再建工事中に石室の発見[1]。
- 1935年（昭和10年）、発掘調査。副葬品の出土（京都大学の梅原末治ら）[1]。
- 1972年（昭和47年）3月31日、大阪府指定史跡に指定[4]。
- 1995年（平成7年）、阪神・淡路大震災で石室覆屋に被害[1]。
- 2002年度（平成14年度）、石室覆屋の再建に伴う石室調査、墳丘道路拡張に伴う発掘調査（四條畷市教育委員会、2003年に概要報告）[5]。
- 2005年度（平成17年度）、墳丘発掘調査（四條畷市教育委員会、2006年に概要報告）[6]。

## 墳丘
墳丘の規模は次の通り（1935年（昭和10年）調査の想定値）。
- 墳丘長：約87.9メートル
- 後円部 - 2段築成。
  - 直径：約45.5メートル
  - 高さ：約6メートル
- 前方部 - 2段築成。
  - 幅：約20メートル

近年の調査によれば、墳形は前方部がバチ形に開く可能性が指摘される。

## 埋葬施設

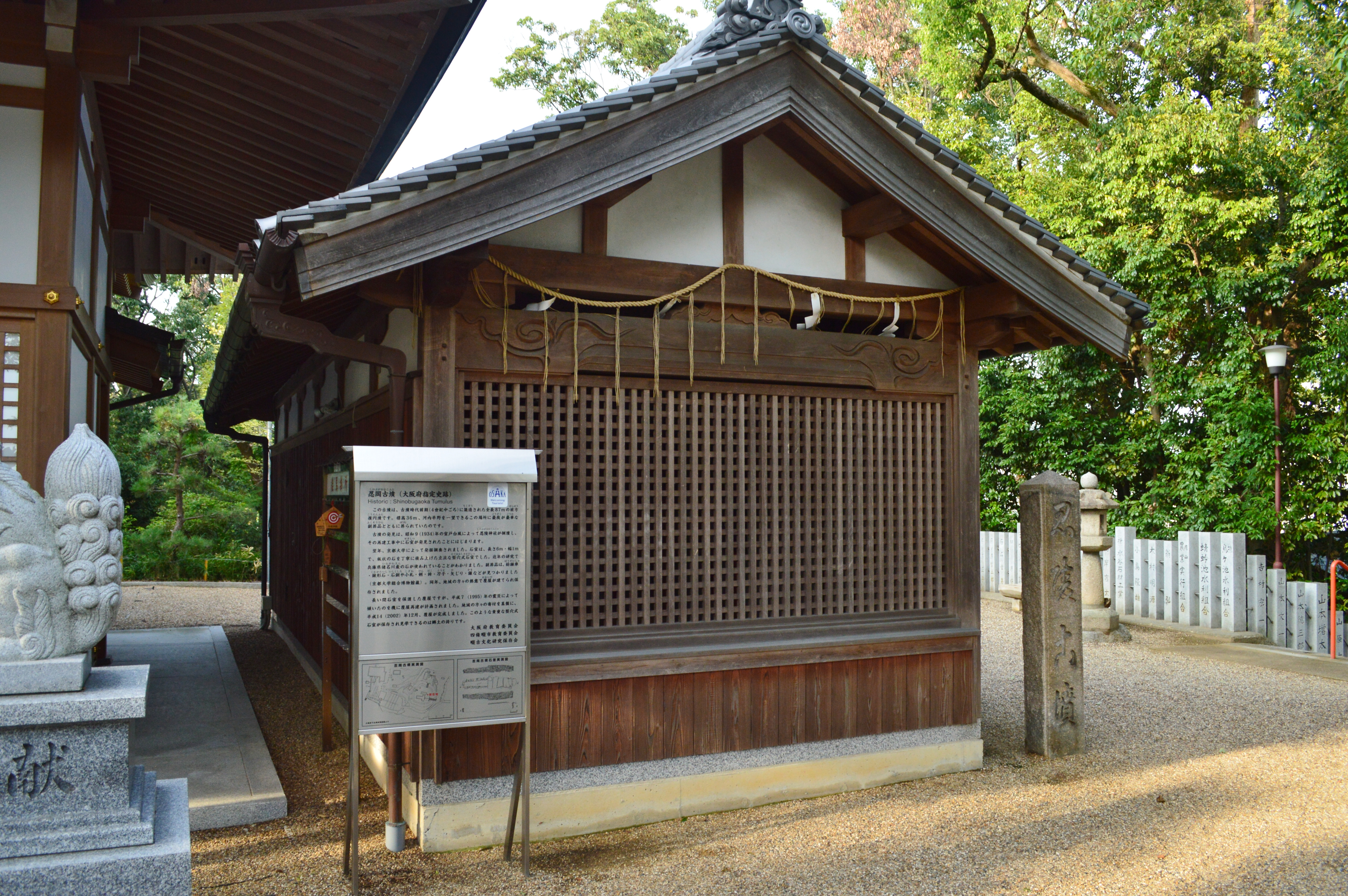
復元石室覆屋

埋葬施設としては、後円部墳頂中央において竪穴式石室（竪穴式石槨）が構築されている。石室は北半分が盗掘により破壊されているが、全体としては長さ約6メートル・幅約1メートル・高さ約1メートルを測る。石材は兵庫県猪名川産の安山岩質板石で、内面には赤色顔料を塗る。側壁を持ち送り上部を狭くし、上に天井石（現存6枚）を架ける。石室床面には粘土を敷き、その上に割竹形木棺を据えたとみられる。また石室の基底部では排水施設が認められている。
石室内の割竹形木棺は現存しないが、粘土棺床の断面U字状の窪みから、長さ約5.7メートル・幅約0.75メートルの長大なものと推定される。北側がやや高く傾斜することから、北頭位とみられる。発掘調査では、棺内外から多数の副葬品が出土している。
竪穴式石室は発掘調査後に復元され、現在は覆屋内で保存されている。

## 出土品
1935年（昭和10年）の発掘調査で石室内から出土した副葬品は次の通り。
- 装身具
  - 碧玉製石釧 1
  - 碧玉製鍬形石 1以上
  - 碧玉製紡錘車 6
- 武器類
  - 鉄剣 2
  - 鉄大刀 1
  - 鉄鉾 2
  - 鉄鎌 2
  - 鉄刀子 1
  - 鉄小札 数点
  - 木製刀装具
- 農工具類
  - 鉄斧 3
  - 鉄鉇 1
  - 鉄鏃 破片

以上のほか、盗掘を受けた石室北側には銅鏡数枚程度や玉類があったと推測される。
また副葬品のうちでは、鉄小札の出土が注目される。これは中国製の小札革綴冑の破片とみられるが、同様の小札革綴冑は全国で10数例が知られるのみで、三角縁神獣鏡が大量出土した椿井大塚山古墳（京都府）・黒塚古墳（奈良県）など限られた有力古墳で認められる遺物になる。

## 文化財

### 大阪府指定文化財
- 史跡
  - 忍岡古墳 - 所有者は忍陵神社・大正寺。1972年（昭和47年）3月31日指定[4]。

## 関連施設
- 四條畷市歴史民俗資料館（四條畷市塚脇町）
- 京都大学総合博物館（京都府京都市左京区吉田本町） - 忍岡古墳の出土品を保管[1]。

## 関連文献
（記事執筆に使用していない関連文献）
- 『忍ケ岡古墳』四條畷市教育委員会〈四条畷市文化財シリーズ〉、1974年。 - リンクは奈良文化財研究所「全国文化財総覧」。